# Марінешть
Марінешть, Марінешті (рум. Marinești) — село у повіті Горж в Румунії. Входить до складу комуни Крушец.
Село розташоване на відстані 197 км на захід від Бухареста, 54 км на південний схід від Тиргу-Жіу, 35 км на північний захід від Крайови.

## Населення
За даними перепису населення 2002 року у селі проживала 131 особа, усі — румуни. Усі жителі села рідною мовою назвали румунську.